# Carl-Eric Kennestedt
Carl-Eric Vilhelm Kennestedt, född 23 augusti 1925 i Norrköpings Hedvigs församling, Östergötlands län, död 3 november 1996 i Ödeshögs församling, Östergötlands län, var en svensk präst.

## Biografi
Carl-Eric Kennestedt föddes 1925 i Norrköping. Han blev 1969 kyrkoherde i Röks församling och 1979 kontraktsprost i Göstrings och Lysings kontrakt. Kennestedt avled 1996 i Ödeshögs församling.